# Allianoi
Allianoi (em grego: Αλλιανοί) é um antigo complexo de um spa, com restos que datam do Império Romano (século II d.C.), localizado perto da cidade de Bergama (antiga Pergamon), na província de Izmir, na Turquia. O sitio está localizado a uma distância de 18 quilómetros a nordeste de Bergama, a caminho da cidade vizinha de İvrindi. Allianoi está directamente dentro do reservatório da barragem Yortanlı, construída pelo estado turco. Em 29 de outubro de 2005, a autoridade de protecção de monumentos relevantes em İzmir havia intentado uma acção judicial contra a inundação de Allianoi. A barragem de Yortanlín foi autorizada a ser inundada até que as medidas de procteção necessárias para o sitio antigo estivessem concluídas. Em janeiro de 2007, foi anunciado que o mesmo comitê havia chegado à sua decisão em uma sessão não pública. Allianoi poderia ser inundado novamente. Uma opinião muito polémica, que foi submetida pela autoridade da água desde outubro de 2007, recomendou o início imediato do processo de conclusão da barragem.
Em dezembro de 2008, a barragem de Yortanli foi posta em operação, sendo que o completo deve ficar coberto com areia durante as próximas cinco décadas de operação  Enquanto isso, a cidade antiga foi inundada.
Uma particularidade de Allianoi é que é uma descoberta histórica muito recente. Foi mencionado uma vez no século II pelo orador e escritor médico Elio Aristides na sua hieroi Logos (III.1), uma das principais fontes para o conhecimento da ciência da cura, como entendido na época. Nenhum outro escritor da antiguidade nem nenhum achado epigráfico conhecido se referem a Allianoi.

## Pré-história
Durante as escavações na floresta a oeste de Allianoi, foi encontrado um navio do tipo conhecido como Yortan, datado da Idade do Bronze antigo. Nas colinas próximas de Çakmaktepe, uma grande quantidade de armas foi encontrada durante as obras. Além disso, dois eixos de pedra foram desenterrados de um aterro sanitário. Essas descobertas sugerem alguma forma de assentamento pré-histórico em ou perto de Allianoi.

## Período helénico
Devido à presença de fontes termais, acredita-se que deveria ter havido um complexo de banho termal já no período helénico, mas provavelmente em uma escala menor do que o último local romano. Nenhum material arquitectónico foi encontrado em Allianoi pertencente a este período além de algumas pistas arqueológicas.

## Período romano
Durante o período imperial romano e, especialmente, a partir do século segundo, consistente com a aparência de um grande número de centros urbanos em Anatólia e também com a construção da famosa Asklepion de Pergamom nas proximidades, também aumentou o número de obras públicas construídas em Allianoi. Muitos dos edifícios encontrados no site datam desse período de hoje. Além dos banhos termais, pontes, ruas, edifícios de ligação, e também um propileu e ninfeo foram planeados e construídos durante este período.

## Período otomano
O local era conhecido como Paşa Ilıcası ("Termas de Páscoa") no Império Otomano. Embora seja mencionado na documentação histórica da província de Aidim, não parece ter sido usado em uma escala extensa. Os únicos vestígios deste período são alguns fragmentos de moedas. No início do século XX, o sub-governador da região fez um esforço para reutilizar o complexo de spa e a secção de grandes piscinas foi parcialmente reformada. Além disso, durante o período otomano e até 1979, a ponte romana localizada a oeste do povoado foi usada para conectar as cidades de Bergama e İvrindi.

## Séculos XX e XXI
O State Hydraulic Works of Turkey elaborou um plano em 1994 que envolveria o rio Ilya e a barragem de Yortanli, criando um reservatório para aumentar a produtividade agrícola na região. O complexo de banhos de Allianoi está localizado dentro da área do reservatório proposto, o que significa que seria coberto com água. Protestos de ICOMOS, UNESCO, Europa Nostra, e da União Europeu fizeram pouco, tendo apenas atrasado a inevitabilidade do projecto. Em 31 de dezembro de 2010, a barragem de Yortanli começou a encher de água e Allianoi actualmente já possui cerca de 61 milhões de metros cúbicos de água.